# Плятини
Плятини (пол. Platyny, нім. Platteinen) — село в Польщі, у гміні Ольштинек Ольштинського повіту Вармінсько-Мазурського воєводства.
Населення — 316 осіб (2011).

## Демографія
Демографічна структура станом на 31 березня 2011 року:
|          | Загалом | Допрацездатний вік | Працездатний вік | Постпрацездатний вік |
| -------- | ------- | ------------------ | ---------------- | -------------------- |
| Чоловіки | 155     | 31                 | 114              | 10                   |
| Жінки    | 161     | 35                 | 105              | 21                   |
| Разом    | 316     | 66                 | 219              | 31                   |